# Thyreodon kriegeri
Thyreodon kriegeri là một loài tò vò trong họ Ichneumonidae.